# Iria Flavia
Iria Flavia is een parochie in de gemeente Padrón in de provincie A Coruña, Galicië, Spanje
Iria Flavia was tot in de Middeleeuwen een belangrijke binnenhaven, die een natuurlijke bescherming bood bij slecht weer en tegen piraten.
De Kelten die Spanje vanaf 600 voor Chr. binnentrokken stichtten er nederzettingen, daarna kwamen de Feniciërs, de Romeinen, later volgden Visigoten, Sueven, en Vikingen.
De Romeinse nederzetting werd waarschijnlijk gebouwd vanwege de gunstige ligging, met zicht op de zeeinham, de Ría de Arousa, en het samenvallen van de twee valleien, die van de rivieren de Sar en de Ulla. Tot aan de 11e eeuw was Iria Flavia een bisdom.
In de loop van de elfde eeuw werd de bisschopszetel echter verplaatst naar Santiago de Compostella. De officiële bevestiging van deze verplaatsing vond plaats tijdens het concilie van Clermont-Ferrand in 1095, onder paus Urbanus II.
De bisschoppen van Santiago maakten in de 11e en 12e eeuw van Santiago de Compostella een belangrijk pelgrimsoord, waardoor Iria Flavia in de vergetelheid geraakte. De nederzetting werd verlaten. Alleen de vissers bleven en deze vestigden zich in en nabij het centrum van het huidige Padrón.
De Santa Maria kerk van Iria Flavia werd gebouwd boven op de resten van een ouder romaans gebouw. De gevels en de torens van de kerk dateren uit de 12e eeuw.

## Geboren in Iria Flavia
- Camilo José Cela (1916-2002), schrijver en Nobelprijswinnaar (1989)

## Trivia
- De schrijfster Rosalía de Castro ligt op het kerkhof van de kerk van Santa Maria begraven.